# Tarm Pastorat
Tarm Pastorat er et pastorat i Skjern Provsti, Ribe Stift med de fem sogne:
- Egvad Sogn
- Hoven Sogn
- Lønborg Sogn
- Tarm Sogn
- Ådum Sogn

I pastoratet er der fem kirker
- Egvad Kirke
- Hoven Kirke
- Lønborg Kirke
- Tarm Kirke
- Ådum Kirke